# Приморське (Василівський район)
Примо́рське (в минулому — Хутір Церковний, Підстепне, Царичанський Кут; до 1964 — Царицин Кут) — село в Україні, у Василівському районі Запорізької області. Орган місцевого самоврядування — Степногірська селищна громада. Станом на 27.03.2024 року в селі залишається більш як тисяча людей.

## Географія
Село Приморське розташоване на лівому березі Каховського водосховища нижче за течією від місця впадання в нього річки Кінська, вище за течією на протилежному березі затоки на відстані 5 км розташований смт Малокатеринівка Запорізького району, нижче за течією на відстані 1,5 км розташоване село Плавні Василівського району. Село витягнуто уздовж берега на 10 км. Поруч проходить автошлях міжнародного значення М18E105, а також електрифікована залізнична лінія Запоріжжя I — Федорівка, на якій розташовані станції Плавні-Пасажирські (за 2 км), Плавні-Вантажні та пасажирські зупинні пункти 1130 км, 1132 км, 1134 км.

## Населення

### Мова
Розподіл населення за рідною мовою за даними перепису 2001 року:
| Мова            | Кількість | Відсоток |
| --------------- | --------- | -------- |
| українська      | 3268      | 85.10%   |
| російська       | 553       | 14.40%   |
| вірменська      | 8         | 0.21%    |
| білоруська      | 2         | 0.05%    |
| болгарська      | 2         | 0.05%    |
| румунська       | 1         | 0.03%    |
| інші/не вказали | 6         | 0.16%    |
| Усього          | 3840      | 100%     |

## Історія
Село засноване 1750 року, як слобода запорізьких козаків, які після зруйнування Запорозької Січі розбрелися по дніпровських плавнях.
Станом на 1886 рік у селі Царицин Кут Веселянської волості Мелітопольського повіту Таврійської губернії мешкало 1474 особи, налічувалось 273 двори, існували православна церква, школа, лавка.
Геноцид Голодомору 1932—1933 років у селі було занесене на «чорну дошку».
Відповідно до розпорядження Кабінету Міністрів України № 713-р від 12 червня 2020 року «Про визначення адміністративних центрів та затвердження територій територіальних громад Запорізької області», Приморська сільська рада увійшла до складу Степногірської селищної громади.

## Об'єкти соціальної сфери
- Школа.
- Школа № 1 I—II ст.
- Музична школа.
- Лікарня.
- 2 фельдшерсько-акушерських пункти.

## Пам'ятки
- Успенський жіночий монастир

## Постаті
- Веклич Анатолій Миколайович (* 1959) — український науковець у галузі фізики. Доктор фізико-математичних наук, професор. Академік АН вищої школи України.